# Ягринский мост
Ягринский мост — трёхпролётный железобетонный совмещённый (автомобильный и железнодорожный) мост с материка на остров Ягры через Никольское устье.
Связывает разные районы города Северодвинска.

## История
Мост был построен в 1954 году, в том же году судоремонтный завод «Звёздочка» принял к исполнению первый госзаказ —  дизель-электрическая подводная лодка СФ РФ и ледокольный пароход «Прончищев».
Таким образом мост сразу после постройки стал стратегическим оборонным объектом, по которому шли грузы на «Звёздочку».
Сам мост был передан в собственность предприятия, на балансе которой находился с 1954 до 2009 года.
После этого по решению арбитражного суда он перешёл под юрисдикцию администрации города Северодвинска.
Приёмочные акты были подписаны в конце 2009 года.
Мост активно использовался в течение 55 лет и к 2010 году выработал свой ресурс.
Стоимость реконструкции переправы по оценке городской администрации на начало 2010 года составляли не менее 1 млрд рублей.
В 2010 году мост был обследован научно-производственной фирмой «Автомост».
Произошло горизонтальное смещение береговых устоев моста, коррозионное повреждение бетонных опор, появились трещины в плитах проезжей части переправы.
Силами предприятия «Звёздочка» был выполнен поддерживающий ремонт.
Кроме того были приняты меры по снижению нагрузки на конструкции моста: с 1 апреля 2010 года ограничена грузоподъёмность переправляющихся автомашин и увеличена дистанция между ними.
Планируется построить новый железнодорожный мост, а существующий перестроить под автомобильное движение.
Проект нового железнодорожного моста уже разработан, стоимость работ по его строительству составляет около миллиарда рублей.
Мосту не было построено дублёров и по этой причине вопрос связи острова с материком в период ремонта моста является жизненно важным для жителей острова.
К тому же мост используется при транспортировке опасных грузов, которые получаются в результате работ по утилизации атомных подводных лодок и при этом много лет находится в аварийном состоянии.
Поэтому вопрос о ремонте переправы решался на федеральном уровне — им занимался министр транспорта и связи Игорь Левитин
19 сентября 2014 года был открыт новый железнодорожный мост. Торжественная церемония открытия была приурочена к 60-летию центра судоремонта «Звёздочка». Старый мост планируется полностью переделать в автомобильный. Новый же возвели всего за полтора года. Длина моста, который соединяет правый и левый берега Никольского устья Северной Двины, – 192 метра. Работы выполнили ОАО «Мостостроительный трест № 6» из Санкт-Петербурга и его вологодский филиал.
Стоимость строительства составила 900 миллионов рублей. Из них 600 миллионов – средства федеральной целевой программы, еще 300 миллионов выделила «Звездочка».